# Encore (The Specials)
Encore is een studioalbum uit 2019 van de Britse skaband The Specials. Het is het eerste sinds Guilty 'til Proved Innocent! uit 1998 met eigen nummers, en tevens het eerste nieuwe materiaal sinds Ghost Town uit 1981 waarop zanger Terry Hall te horen is. De enige coverversies zijn Black Skin Blue Eyed Boys van The Equals, Blam Blam Fever van The Valentines en The Lunatics dat in 1981 de debuutsingle was van Fun Boy Three, de Specials-afsplitsing die Hall en gitarist Lynval Golding vormden met zanger Neville Staple. Blam Blam Fever is ook terug te vinden op het postuum uitgebrachte coveralbum Skinhead Girl (2000) van een vorige Specials-bezetting.
Encore debuteerde in de Britse albumlijst op nr. 1 en zakte vervolgens naar nr.5. Het album bleef uiteindelijk negen weken genoteerd.

## Tracklijst
Alle nummers zijn geschreven door Terry Hall, Horace Panter, Lynval Golding, and Nikolaj Torp Larsen tenzij anders vermeld.
1. "Black Skin Blue Eyed Boys" (Eddy Grant) - 3:17
2. "B.L.M" - 5:05
3. "Vote for Me" - 5:01
4. "The Lunatics" (Neville Staple, Hall, Golding) - 3:35
5. "Breaking Point" - 3:56
6. "Blam Blam Fever" (Earl Grant, V. E. Grant) - 2:46
7. "10 Commandments" (Hall, Panter, Golding, Torp Larsen, Saffiyah Khan) - 3:53
8. "Embarassed by You" (Hall, Panter, Golding, Torp Larsen, Mark Adams) - 3:05
9. "The Life And Times (Of a Man Called Depression)" - 5:27
10. "We Sell Hope" - 4:34

Deluxe version
Bevat een cd met live-opnamen.
1. "Gangsters" (Horace Panter, Jerry Dammers, John Bradbury, Lynval Golding, Neville Staple, Rod Byers, Terry Hall) - 3:13
2. "A Message to You, Rudy" (Robert Thompson) - 2:51
3. "Nite Klub" (Horace Panter, Jerry Dammers, John Bradbury, Lynval Golding, Neville Staple, Rod Byers, Terry Hall) - 4:49
4. "Friday Night, Saturday Morning" (Terry Hall) - 3:16
5. "Stereotype" (Jerry Dammers) - 4:42
6. "Redemption Song" (Bob Marley) - 3:53
7. "Monkey Man" (Toots Hibbert) - 2:38
8. "Too Much Too Young" (Jerry Dammers) - 2:04
9. "Enjoy Yourself (It's Later Than You Think)" (Carl Sigman, Herb Magidson) - 3:33
10. "Ghost Town" (Jerry Dammers) - 5:40
11. "All The Time In The World" (Hal David, John Barry) - 3:25.

Stanford Quartet'
- Laura Stanford - viool
- Eleanor Stanford - viool
- Amy Stanford - viool
- Jessica Cox - cello

Nrs. 2-1, 2-2, 2-4, 2-5, 2-7, 2-9, 2-10 zijn opgenomen in de Bataclan, Parijs 30/11/2014 met drummer John Bradbury (1953-2015)
Nrs. 2-3, 2-6, 2-8, 2-11 zijn opgenomen in de Troxy, Londen 16/11/2016 met drummer Gary Powell

## Bezetting
The Specials
- Terry Hall - zang
- Lynval Golding - zang, gitaar
- Horace Panter - basgitaar

Met
- Nikolaj Torp Larsen - keyboards, zang
- Steve Cradock - gitaar
- Kenrick Rowe - drums
- Tim Smart - trombone, tuba
- Pablo Mendelssohn - trompet
- Saffiyah Khan - gastzangeres (10 Commandments)[1]

Strijkkwartet
- Ian Burdge - cello
- Bruce White - viola
- Oli Langford - viool
- Tom Pigott-Smith - viool